# Theodore Barber
Pour les articles homonymes, voir Barber.
Theodore Xenophon Barber, né en 1927 et mort le 10 septembre 2005, est un docteur en psychologie américain connu pour ses travaux sur l'hypnose.

## Publications
- (en) Hypnosis: A Scientific Approach, 1969
- (en) avec Nicholas Spanos et John F. Chaves, Hypnosis, Imagination, and Human Potentialities, New-York, Pergamon, 1974
- (en) avec Nicholas Spanos, « Toward a convergence in hypnosis research », American Psychologist, 1974, 29, p. 500-511

## Liens
- Ressource relative à la recherche :   - ResearchGate
- Notices d'autorité :   - VIAF
  - ISNI
  - BnF (données)
  - IdRef
  - LCCN
  - GND
  - Pays-Bas
  - Israël
  - NUKAT
  - Tchéquie
  - WorldCat
- (en) Biographie